# 国立病院機構栃木医療センター
独立行政法人国立病院機構栃木医療センター（どくりつぎょうせいほうじんこくりつびょういんきこうとちぎいりょうせんたー）は、栃木県宇都宮市にある医療機関。独立行政法人国立病院機構が運営する病院である。旧国立栃木病院。政策医療分野における成育医療の基幹医療施設、がんの専門医療施設である。慶應義塾大学病院と提携している病院の一つである。看護学校を併設する。栃木県災害拠点病院、エイズ治療拠点病院、地域医療支援病院である。

## 沿革
- 1908年 - 宇都宮陸軍衛戍病院として創設。その後宇都宮第一陸軍病院、宇都宮第二陸軍病院に
- 1945年 - 厚生省移管。宇都宮第一陸軍病院は国立栃木病院、宇都宮第二陸軍病院は国立宇都宮病院に
- 1946年 - 国立栃木病院と国立宇都宮病院を合併、国立栃木病院に
- 1947年 - 昭和天皇の戦後巡幸。天皇、皇后が戸祭分室を訪問[1]。
- 1950年 - 日本医療団宇都宮中央病院を併合
- 2001年 - 厚生労働省に移管
- 2004年 - 独立行政法人へ移行、独立行政法人国立病院機構栃木病院発足
- 2013年 - 独立行政法人国立病院機構栃木医療センターに名称変更

## 診療科
- 内科
- 精神科
- 神経内科
- 呼吸器科
- 消化器科
- 循環器科
- 感染アレルギー科
- 小児科
- 外科
- 整形外科
- 脳神経外科
- 呼吸器外科
- 小児外科
- 皮膚科
- 泌尿器科
- 産婦人科
- 眼科
- 耳鼻咽喉科
- リハビリテーション科
- 放射線科
- 麻酔科ほか

## アクセス
- 国道119号中戸祭附近で戸祭方面へ
- 関東自動車
  - JR宇都宮駅・東武宇都宮駅から『戸祭経由ろまんちっく村』行きバスで『栃木医療センター正門前』下車
  - JR宇都宮駅・東武宇都宮駅から『日光東照宮』『山王団地』『清住経由細谷車庫』行きなどで『栃木医療センター前』下車